# Ngubengcuka
Ngubengcuka foi um rei dos AbaThembu, uma tribo da África do Sul. Ele foi bisavô de Nelson Mandela.

## Contexto
Os AbaThembu eram um de origem Nguni, assim como os amaXhosa, amaZulu, amaSwazi e amaNdebele, cuja origem são os Grandes Lagos da África Central. Eles migraram dos Grandes Lagos através de Dedesi, se estabelendo na região de Msana, na Cabo Oriental. O seu líder mais antigo conhecido foi Zwide, que reinou por volta de 1080.

## Reinado
Ngubengcuka foi o sucessor de Ndaba, que foi o sucessor de Zondwa; ele também era conhecido como Vusani. Ele reinou de 1800 a 1830, e foi sucedido por seu filho Mtirara, que, por ser menor de idade, teve, como regente, Joyi.
Ngubengcuka consolidou o reino abaThembu, e reuniu fugitivos dos amaHlubi, amaTshangase, imiZizi e amaBhele, e defendeu o reino dos ataques dos amaQwati, amaNgwane e amaVundle. Ele estabeleceu a Thembuland, que ia de Mthatha até a atual Queenstown.
Em 1827, durante seu reinado, Matiwane, chefe dos Ngwane, invadiu abaThembu; eles foram derrotados com a ajuda dos britânicos e dos amaGcaleka.

## Descendentes
Henry Mandela, o pai de Nelson Mandela, era neto de Ngubengcuka.